# Foge Fazio
Serafino Dante Fazio, mais conhecido como Foge Fazio (Dawmont, 28 de fevereiro de 1938 — Pittsburgh, 2 de dezembro de 2009), foi um jogador estadunidense de futebol americano da National Football League que atuava como defensor. Também era treinador de times universitários de futebol americano.
Fazio morreu, aos 71 anos, devido a complicações de uma leucemia.